# Mary Stavin
Mary Ann Catrin Stävin (Örebro, 20 agosto 1957) è una modella, attrice e cantante svedese, eletta Miss Mondo 1977.

## Biografia
Mary Stavin è nota al grande pubblico anche per la partecipazione a due film di James Bond: Octopussy - Operazione piovra e 007 - Bersaglio mobile, in cui ha interpretato l'agente Kimberley Jones.
Ha inciso un singolo musicale con George Best intitolato Shape Up and Dance.

## Vita privata
Vive a Beverly Hills, in California, col marito, un uomo d'affari britannico, da cui ha avuto una figlia.

## Filmografia parziale

### Cinema
- Octopussy - Operazione piovra (Octopussy), regia di John Glen (1983)
- 007 - Bersaglio mobile (A View to a Kill), regia di John Glen (1985)
- Chi è sepolto in quella casa?, regia di Steve Miner (1986)
- Qualcuno pagherà?, regia di Sergio Martino (1987)
- Top Line, regia di Nello Rossati (1988)
- Trappola diabolica, regia di Bruno Mattei  (1988)
- Nato per combattere, regia di Bruno Mattei (1989)
- Howling V, regia di Neal Sundstrom (1989)
- Desire, regia di Rodney McDonald  (1993)
- The Devil Takes a Holiday, regia di Leon Corcos  (1996)
- The Story of Bob, regia di Theodore Melfi  (2005)

### Televisione
- Giudice di notte (Night Court) – serie TV, episodio 7x01 (1989)
- I segreti di Twin Peaks (Twin Peaks) – serie TV, episodi 1x06, 1x07 (1990)